# Impasse des deux palais
Impasse des deux palais (بين القصرين ou Bayn al-qasrayn) est un roman de l'auteur égyptien Naguib Mahfouz, paru en 1956. C'est le premier volume de la Trilogie du Caire (en). Historique, le récit commence en 1917, pendant la Première Guerre mondiale, et se termine alors qu'éclate la Révolution égyptienne de 1919.

## Résumé
Le roman raconte la vie d'une famille du Caire au début du XXe siècle. Le père, Ahmed Abd El-Gawwad, est un commerçant attaché aux traditions et un père autoritaire. D'une première épouse, Hanniyya qu'il a répudiée, il a un fils d'une vingtaine d'années, Yassine jouisseur jovial et peu cultivé. Sa seconde épouse, Amina, bien que totalement soumise reste une mère attentive et tendre. Ils ont deux fils, Fahmi étudiant en droit et Kamal gamin espiègle, ainsi que deux filles, Khadiga qui compense la disgrâce d'un gros nez par sa langue bien pendue et Aïsha la lymphatique beauté blonde aux yeux bleus.
L'attachement aux traditions du père ne l'empêche pas de vivre une vie nocturne intense : portant beau, il fréquente avec des amis très aimés, des almées luthistes, pratique le chant en amateur éclairé, et consomme alcool et femmes avec élégance et raffinement. Dans sa maison, en revanche il devient un autre homme dont l'autorité patriarcale terrifie les siens. Femme et enfants plient devant le despote qui va jusqu'à renvoyer momentanément Amina chez sa mère pour avoir osé sortir de la maison sans son autorisation.
Si le roman met en scène la vie familiale, en particulier la vie des femmes confinés dans la maison et le mariage des deux filles avec les fils Shawkat, il raconte aussi l'histoire de l'Egypte au début du XXe siècle, plus exactement d'octobre 1917 à avril 1919, en particulier la Révolution égyptienne de 1919, dont les luttes conduiront à l'indépendance en 1922 et à laquelle participe Fahmi qui trouve la mort dans une manifestation. Cette mort ainsi que la naissance de Naïma, fille d'Aïsha, font apparaître la nature tendre du père. Ces deux événements concluent le premier roman du triptyque.

## Trilogie du Caire
La Trilogie du Caire comprend les romans :
- Impasse des deux palais
- Le Palais du désir
- Le Jardin du passé